# St Helena Island National Park
St Helena Island National Park är en park i Australien. Den ligger i delstaten Queensland, omkring 22 kilometer nordost om delstatshuvudstaden Brisbane. Arean är 75 kvadratkilometer.
Trakten är tätbefolkad. Närmaste större samhälle är Wynnum, nära St Helena Island National Park.
Genomsnittlig årsnederbörd är 1 434 millimeter. Den regnigaste månaden är januari, med i genomsnitt 283 mm nederbörd, och den torraste är oktober, med 22 mm nederbörd.